# Irvin McDowell
Irvin McDowell (15. oktober 1818 – 10. maj 1885) var officer i den amerikanske hær og blev kendt som den, der tabte det første store slag i den amerikanske borgerkrig, det Første slag ved Bull Run.
McDowell blev født i Columbus i Ohio. Han gik på College de Troyes i Frankrig før han tog eksamen fra West Point i 1838. En af hans klassekammereater var P.G.T. Beauregard, hans fremtidige modstander i det Første slag ved Bull Run. Han blev udnævnt til sekondløjtnant i artilleriet. McDowell underviste som instruktør i militær taktik på West Point indtil han blev aide-de-camp for General John E. Wool under den Mexicansk-amerikanske krig. Han blev midlertidigt forfremmet til kaptajn i Slaget ved Buena Vista og gjorde tjeneste i generaladjudantens afdeling efter krigen. I 1856 blev han forfremmet til major i generaladjudantens afdeling.
McDowell blev forfremmet til brigadegeneral i den regulære hær den 14. maj 1861 og fik kommandoen over Army og Northeastern Virginia, selv om han aldrig havde ført tropper i kamp. Forfremmelsen skyldtes dels indflydelse fra hans mentor, finansminister Salmon P. Chase. Selv om McDowell vidste at hans tropper var uerfarne og ikke klar til kamp, blev han presset af politikerne i Washington D.C. til at igangsætte en forhastet offensiv mod Sydstaternes styrker i det nordlige Virginia. Hans strategi i det Første slag ved Bull Run var iderig, men alt for kompleks, og hans tropper var ikke erfarne nok til at kunne udføre planen effektivt, hvilket resulterede i en pinlig flugt.
Efter nederlaget ved Bull Run blev generalmajor George B. McClellan sat i spidsen for den nye hær, som skulle forsvare Washington, Army of the Potomac. McDowell kommanderede en division i den nye hær, men McClellan reorganiserede snart sin hær og McDowell fik kommandoen over I korps det følgende forår. Hans korps blev ladt tilbage for at forsvare Washington, men det var meningen, at det skulle rykke frem for at støtte McClellan, mens han kæmpede på Virginia halvøen. De bekymrede politikere, som frygtede at general Jacksons Shenandoah kampagne skulle true Washington, holdt imidlertid McDowell's 40.000 soldater tilbage.
Efterfølgende blev de 3 uafhængige enheder under generalerne McDowell, John C. Frémont, og Nathaniel P. Banks samlet i generalmajor John Pope's Army of Virginia og McDowell ledte det III korps i denne hær. På grund af sine handlinger i Slaget ved Cedar Mountain, blev McDowell forfremmet til midlertidig generalmajor i den regulære hær i 1865; men i første omgang blev han bebrejdet den efterfølgende katastrofe i det Andet slag ved Bull Run. Han undgik skyld ved at vidne mod generalmajor Fitz John Porter, som Pope lod sætte for en krigsret for påstået ulydighed under slaget. Da Porter's dom blev annulleret i 1879 blev McDowells rygte besudlet af beskyldninger om, at han havde begået mened i sit vidneudsagn. Selv om han formelt slap for tiltale tilbragte McDowell de næste to år i reelt eksil fra hærens ledelse.
I juli 1864 fik McDowell kommandoen over Militærområdet ved Stillehavet. Han ledede senere Militærområde Californien, det fjerde militærdistrikt (militær regeringen i Arkansas og Louisiana under Genforeningen) og det vestlige militærdistrikt. Han blev forfremmet til permanent generalmajor i den regulære hær i 1872 og lod sig pensionere fra hæren i 1882. Han gjorde tjeneste som ansvarlig for San Franciscos parker indtil han døde i 1885. Han ligger begravet på San Francisco National Cemetery i Presidio of San Francisco.